# Charles Leclerc (general)
Charles Victoire Emmanuel Leclerc (Pontoise, 17 de março de 1772 - Tortuga, 2 de novembro de 1802) foi um general do exército francês que serviu sob Napoleão Bonaparte durante a Revolução Francesa. Ele era marido de Paulina Bonaparte, irmã de Napoleão. Em 1801, ele foi enviado para a colônia francesa de São Domingos (atual Haiti), onde uma força expedicionária sob seu comando capturou e deportou o líder haitiano Toussaint L'Ouverture, como parte de uma tentativa frustrada de reafirmar o controle imperial sobre o governo de São Domingos. Leclerc morreu de febre amarela durante a fracassada campanha.

## Biografia
Leclerc iniciou sua carreira militar em 1791, durante a Revolução Francesa, como um dos voluntários do exército de Seine-et-Oise e passou pelas fileiras do general Lapoype. Ele foi nomeado capitão e chefe de gabinete de divisão durante o cerco de Toulon, no qual ele se aliou a Napoleão Bonaparte. Após o sucesso revolucionário lá, ele fez uma campanha ao longo do Reno. Ele começou a servir sob Napoleão Bonaparte nas campanhas alpina e italiana, lutando em Castiglione della Pescaia e Rivoli e alcançando o posto de general e brigadeiro em 1797. Foi então encarregado de anunciar ao diretório francês a assinatura das preliminares da paz em Leoben. Paulina Bonaparte estava naquele momento recebendo um grande número de pretendentes, pressionando assim seu irmão Napoleão Bonaparte a se casar. No retorno de Leclerc, ele aceitou a oferta de Bonaparte da mão de Paulina em casamento e eles se casaram em 1797, tendo um filho, Dermide, e residindo no Castelo de Montgobert.
Tornou-se chefe de gabinete dos generais Berthier e Brune e serviu na segunda campanha militar mal sucedida do exército francês à Irlanda, liderada por Jean Joseph Amable Humbert em 1798. No retorno de Bonaparte da campanha egípcia em 1798, ele fez de Leclerc um general de divisão e enviou-o para o exército do Reno sob o comando de Moreau. Nesse posto, Leclerc pôde participar do golpe de estado de 18 de brumário (em novembro de 1799) que fez seu cunhado Napoleão primeiro cônsul da França - apoiado por Murat, ordenou que os granadeiros marchassem para a sala do Conselho dos Quinhentos. Em seguida, ele foi destacado por sua participação na campanha do Reno e na batalha de Hohenlinden, recebendo o comando supremo das 17ª, 18ª e 19ª divisões militares. Ele então passou desse cargo para comandante-chefe de um corpo de exército que Napoleão pretendia enviar a Portugal para forçar o rei Dom João VI a renunciar sua aliança com a Inglaterra, embora essa campanha nunca tenha ocorrido.

## Revolução Haitiana
Em 1791, os escravos negros da colônia francesa caribenha de São Domingos (atual Haiti) haviam se levantado contra seus donos franceses na Revolução Haitiana, que foi contemporânea à Revolução Francesa. Em agosto de 1793, o comissário republicano francês Léger-Félicité Sonthonax aboliu oficialmente a escravidão em São Domingos, como parte de um esforço para recrutar escravos rebeldes para o lado da nova República Francesa. O proeminente líder rebelde Toussaint L'Ouverture, ex-escravo, juntou-se ao lado republicano francês logo depois. Em 1801, L'Ouverture havia consolidado seu domínio sobre toda a ilha de Hispaniola, incluindo a colônia de São Domingos. Em julho de 1801, L'Ouverture promulgou uma nova constituição para a colônia que se nomeou governador vitalício, ao mesmo tempo em que reafirmava a posição da colônia como "parte do império francês".
Ao receber as notícias em outubro de 1801, Napoleão interpretou a nova constituição de L'Ouverture como uma ofensa inaceitável à autoridade imperial francesa e, posteriormente, nomeou comandante de Leclerc de uma campanha militar para reconquistar São Domingos. Em suas instruções iniciais, Bonaparte instruiu Leclerc a desarmar o governo controlado por negros de L'Ouverture e deportar seus oficiais militares para a França, mantendo publicamente a abolição da escravidão em São Domingos. Bonaparte anunciou intenções de restabelecer a escravidão no vizinho espanhol Santo Domingo, que L'Ouverture havia ocupado recentemente. A intenção de Napoleão era restabelecer a escravidão em São Domingos depois que L'Ouverture fosse preso.

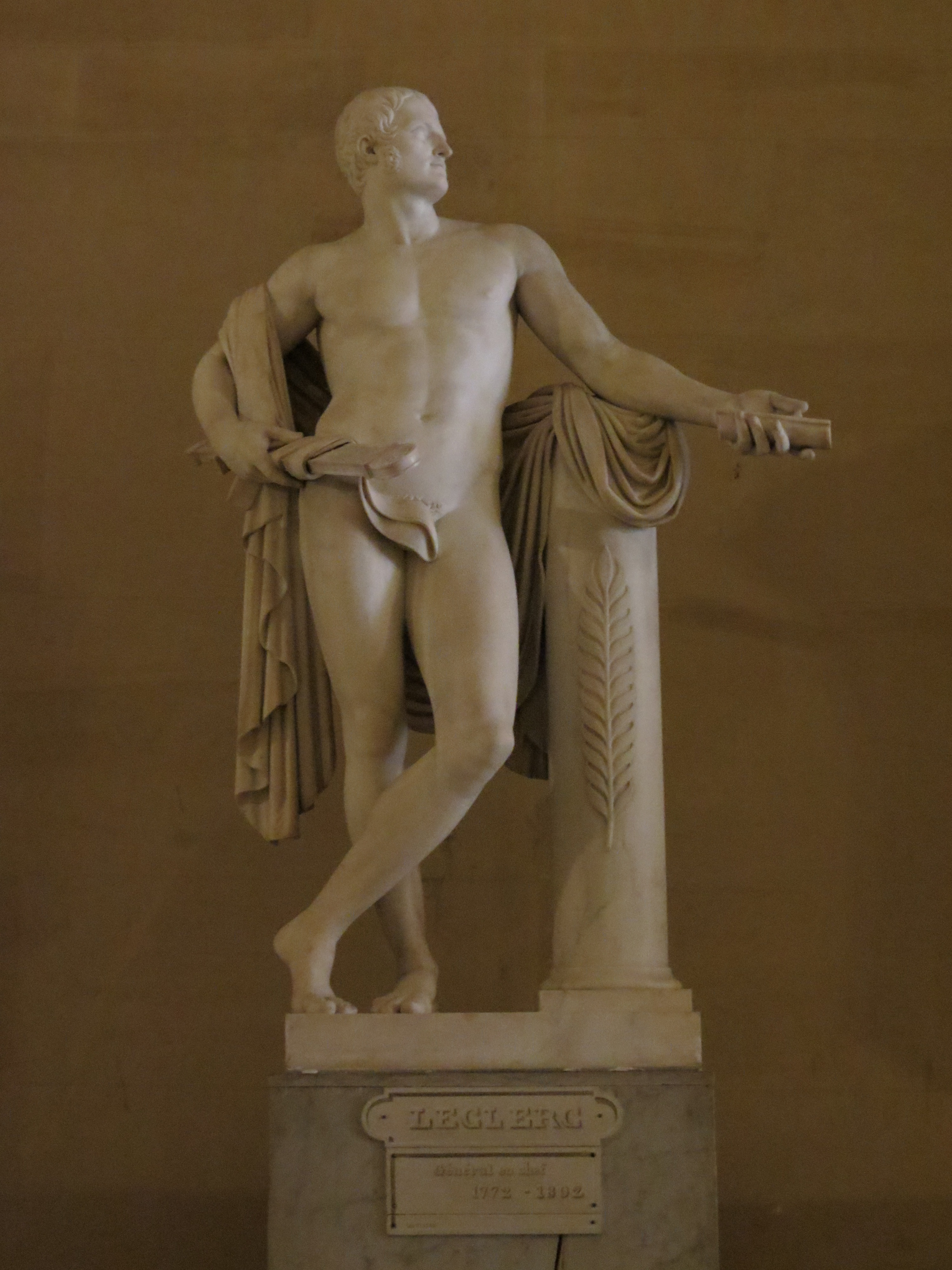
Estátua de Leclerc, da autoria de Charles Dupaty, 1812

Leclerc partiu de Brest em dezembro de 1801 e desembarcou em Cabo Haitiano em fevereiro de 1802, com outros navios de guerra e um total de 40.000 soldados (incluindo reforços, mais de 80 mil foram enviados para São Domingos durante a campanha de Leclerc), repetindo publicamente a promessa de Bonaparte de que "todo o povo de São Domingos é francês" e sempre livre. A dura disciplina de L'Ouverture o fez numerosos inimigos e Leclerc jogou contra as ambições dos oficiais e concorrentes mais jovens de L'Ouverture, prometendo manter suas fileiras no exército francês e, assim, levando-os a abandonar L'Ouverture. Os franceses conquistaram várias vitórias e recuperaram o controle em três meses após fortes combates, com L'Ouverture forçado a negociar uma rendição honrosa e a se aposentar para cuidar de suas plantações em prisão domiciliar. Contudo foi deportado para a França, onde morreu enquanto estava preso em Fort-de-Joux na cordilheira do Jura em 1803.
Apesar das advertências de seus superiores, Leclerc não consolidou sua vitória desarmando os antigos oficiais de L'Ouverture. Após um breve período em que ele incorporou muitos dos oficiais de L'Ouverture em suas próprias forças, Leclerc começou a sofrer deserções em massa de tropas na segunda metade de 1802. Essas tropas, juntamente com a população negra e crioula da colônia, surgiram em resposta a notícias de que a escravidão havia sido restabelecida em Guadalupe. A perspectiva de uma restauração semelhante em São Domingos mudou inexoravelmente contra as esperanças francesas de restabelecer o controle, quando Leclerc começou a executar em massa suspeitos de conspiração.

Em outubro de 1802, Leclerc escreveu a Bonaparte defendendo uma guerra de extermínio, declarando que "Devemos destruir todos os negros das montanhas - homens e mulheres - e poupar apenas crianças menores de doze anos. Devemos destruir metade dos que estão no planícies e não deve deixar na colônia uma pessoa de cor única que tenha usado uma dragoneta". Naquela carta a Bonaparte, Leclerc também lamentou sua tarefa, declarando "Minha alma está murcha e nenhum pensamento alegre pode fazer esquecer essas cenas hediondas". Nesse meio tempo, mais negros e mulatos oficiais do exército havia desertado, incluindo Jean Jacques Dessalines, Alexandre Pétion e Henri Christophe. Depois que Christophe massacrou várias centenas de soldados poloneses em Port-de-Paix após sua deserção, Leclerc ordenou a prisão de todas as tropas coloniais negras restantes em Le Cap e executou 1000 delas amarrando sacos de farinha no pescoço e empurrando-os para o lado dos navios.

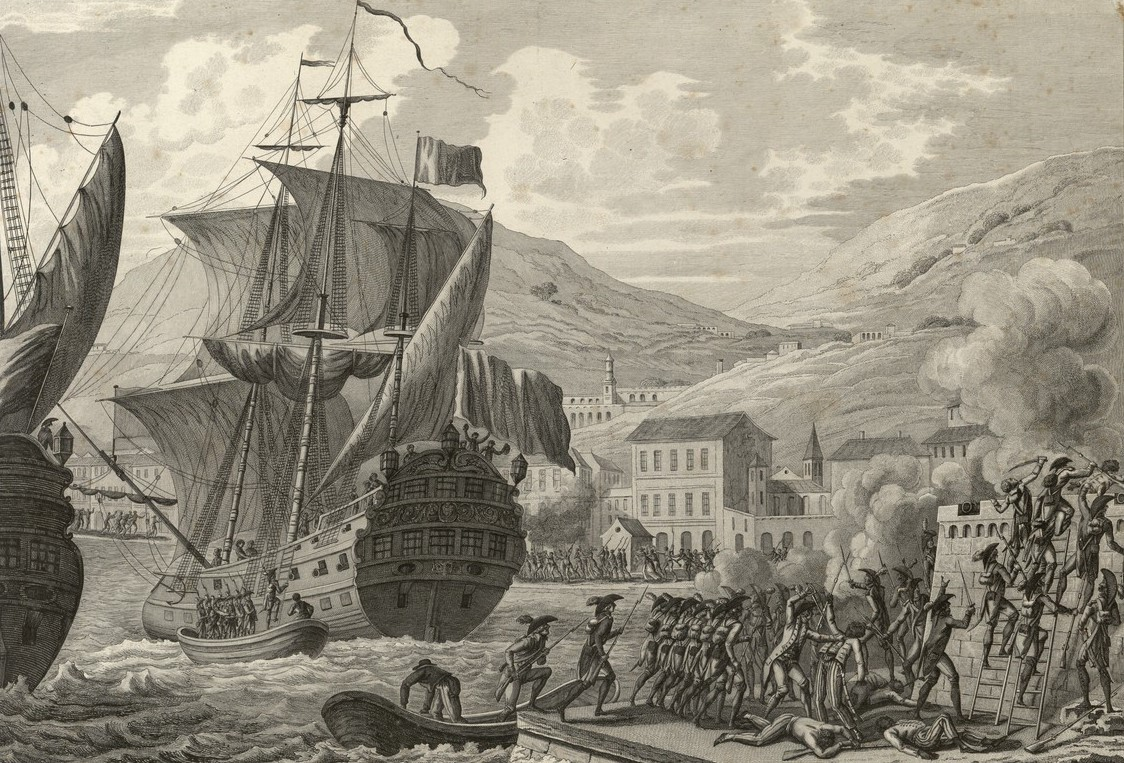
A captura de Le Cap pela armada francesa, 1802

### Morte
Em novembro de 1802, Leclerc morreu de febre amarela, que já dizimara sua força de invasão. Sua esposa Paulina retornou à Europa, onde mais tarde se casou com o nobre italiano Camilo Borghese. Leclerc foi sucedido no comando pelo general Rochambeau, cuja brutal guerra racial levou mais líderes de volta aos exércitos rebeldes. Em 18 de novembro de 1803, François Capois derrotou as forças de Rochambeau na Batalha de Vertières. Dessalines proclamou a independência do Haiti e seu novo nome em 1 de janeiro de 1804. Enquanto isso, o corpo de Leclerc havia sido transportado para a França por sua viúva e enterrado em uma de suas propriedades.

## Ancestrais
|  |                                        |  |  |  |  |  |  |  |  |  |  |  |  |  |  |  |
|  | 16.                                    |  |  |  |  |  |  |  |  |  |  |  |  |  |  |  |
|  |                                        |  |  |  |  |  |  |  |  |  |  |  |  |  |  |  |
|  |                                        |  |  |  |  |  |  |  |  |  |  |  |  |  |  |  |
|  | 8. Charles Lecrerc                     |  |  |  |  |  |  |  |  |  |  |  |  |  |  |  |
|  |                                        |  |  |  |  |  |  |  |  |  |  |  |  |  |  |  |
|  |                                        |  |  |  |  |  |  |  |  |  |  |  |  |  |  |  |
|  | 17.                                    |  |  |  |  |  |  |  |  |  |  |  |  |  |  |  |
|  |                                        |  |  |  |  |  |  |  |  |  |  |  |  |  |  |  |
|  |                                        |  |  |  |  |  |  |  |  |  |  |  |  |  |  |  |
|  | 4. Jean Paul Lecrec                    |  |  |  |  |  |  |  |  |  |  |  |  |  |  |  |
|  |                                        |  |  |  |  |  |  |  |  |  |  |  |  |  |  |  |
|  |                                        |  |  |  |  |  |  |  |  |  |  |  |  |  |  |  |
|  | 18. Pierre Rouget (1629-1704)          |  |  |  |  |  |  |  |  |  |  |  |  |  |  |  |
|  |                                        |  |  |  |  |  |  |  |  |  |  |  |  |  |  |  |
|  |                                        |  |  |  |  |  |  |  |  |  |  |  |  |  |  |  |
|  | 9. Geneviève Rouger                    |  |  |  |  |  |  |  |  |  |  |  |  |  |  |  |
|  |                                        |  |  |  |  |  |  |  |  |  |  |  |  |  |  |  |
|  |                                        |  |  |  |  |  |  |  |  |  |  |  |  |  |  |  |
|  | 19. Marie Dubray                       |  |  |  |  |  |  |  |  |  |  |  |  |  |  |  |
|  |                                        |  |  |  |  |  |  |  |  |  |  |  |  |  |  |  |
|  |                                        |  |  |  |  |  |  |  |  |  |  |  |  |  |  |  |
|  | 2. Jean Paul Leclerc (1735-1790)       |  |  |  |  |  |  |  |  |  |  |  |  |  |  |  |
|  |                                        |  |  |  |  |  |  |  |  |  |  |  |  |  |  |  |
|  |                                        |  |  |  |  |  |  |  |  |  |  |  |  |  |  |  |
|  | 20.                                    |  |  |  |  |  |  |  |  |  |  |  |  |  |  |  |
|  |                                        |  |  |  |  |  |  |  |  |  |  |  |  |  |  |  |
|  |                                        |  |  |  |  |  |  |  |  |  |  |  |  |  |  |  |
|  | 10.                                    |  |  |  |  |  |  |  |  |  |  |  |  |  |  |  |
|  |                                        |  |  |  |  |  |  |  |  |  |  |  |  |  |  |  |
|  |                                        |  |  |  |  |  |  |  |  |  |  |  |  |  |  |  |
|  | 21.                                    |  |  |  |  |  |  |  |  |  |  |  |  |  |  |  |
|  |                                        |  |  |  |  |  |  |  |  |  |  |  |  |  |  |  |
|  |                                        |  |  |  |  |  |  |  |  |  |  |  |  |  |  |  |
|  | 5. Marie Catherine Leguay              |  |  |  |  |  |  |  |  |  |  |  |  |  |  |  |
|  |                                        |  |  |  |  |  |  |  |  |  |  |  |  |  |  |  |
|  |                                        |  |  |  |  |  |  |  |  |  |  |  |  |  |  |  |
|  | 22.                                    |  |  |  |  |  |  |  |  |  |  |  |  |  |  |  |
|  |                                        |  |  |  |  |  |  |  |  |  |  |  |  |  |  |  |
|  |                                        |  |  |  |  |  |  |  |  |  |  |  |  |  |  |  |
|  | 11.                                    |  |  |  |  |  |  |  |  |  |  |  |  |  |  |  |
|  |                                        |  |  |  |  |  |  |  |  |  |  |  |  |  |  |  |
|  |                                        |  |  |  |  |  |  |  |  |  |  |  |  |  |  |  |
|  | 23.                                    |  |  |  |  |  |  |  |  |  |  |  |  |  |  |  |
|  |                                        |  |  |  |  |  |  |  |  |  |  |  |  |  |  |  |
|  |                                        |  |  |  |  |  |  |  |  |  |  |  |  |  |  |  |
|  | 1. Charles-Victoire-Emmanuel Leclerc   |  |  |  |  |  |  |  |  |  |  |  |  |  |  |  |
|  |                                        |  |  |  |  |  |  |  |  |  |  |  |  |  |  |  |
|  |                                        |  |  |  |  |  |  |  |  |  |  |  |  |  |  |  |
|  | 24. Marin Musquinet (1638-1689)        |  |  |  |  |  |  |  |  |  |  |  |  |  |  |  |
|  |                                        |  |  |  |  |  |  |  |  |  |  |  |  |  |  |  |
|  |                                        |  |  |  |  |  |  |  |  |  |  |  |  |  |  |  |
|  | 12. Jean Musquinet (1674- )            |  |  |  |  |  |  |  |  |  |  |  |  |  |  |  |
|  |                                        |  |  |  |  |  |  |  |  |  |  |  |  |  |  |  |
|  |                                        |  |  |  |  |  |  |  |  |  |  |  |  |  |  |  |
|  | 25. Marie Lechaude (1645-1680)         |  |  |  |  |  |  |  |  |  |  |  |  |  |  |  |
|  |                                        |  |  |  |  |  |  |  |  |  |  |  |  |  |  |  |
|  |                                        |  |  |  |  |  |  |  |  |  |  |  |  |  |  |  |
|  | 6. Nicolas Marin Musquinet (1714-1798) |  |  |  |  |  |  |  |  |  |  |  |  |  |  |  |
|  |                                        |  |  |  |  |  |  |  |  |  |  |  |  |  |  |  |
|  |                                        |  |  |  |  |  |  |  |  |  |  |  |  |  |  |  |
|  | 26. Pierre Rouget (1629-1704) (=18)    |  |  |  |  |  |  |  |  |  |  |  |  |  |  |  |
|  |                                        |  |  |  |  |  |  |  |  |  |  |  |  |  |  |  |
|  |                                        |  |  |  |  |  |  |  |  |  |  |  |  |  |  |  |
|  | 13. Marie Catherine Rouget (1680-)     |  |  |  |  |  |  |  |  |  |  |  |  |  |  |  |
|  |                                        |  |  |  |  |  |  |  |  |  |  |  |  |  |  |  |
|  |                                        |  |  |  |  |  |  |  |  |  |  |  |  |  |  |  |
|  | 27. Catherine Leclerc (1638-1702)      |  |  |  |  |  |  |  |  |  |  |  |  |  |  |  |
|  |                                        |  |  |  |  |  |  |  |  |  |  |  |  |  |  |  |
|  |                                        |  |  |  |  |  |  |  |  |  |  |  |  |  |  |  |
|  | 3. Marie Louise Musquinet (1743-)      |  |  |  |  |  |  |  |  |  |  |  |  |  |  |  |
|  |                                        |  |  |  |  |  |  |  |  |  |  |  |  |  |  |  |
|  |                                        |  |  |  |  |  |  |  |  |  |  |  |  |  |  |  |
|  | 28.                                    |  |  |  |  |  |  |  |  |  |  |  |  |  |  |  |
|  |                                        |  |  |  |  |  |  |  |  |  |  |  |  |  |  |  |
|  |                                        |  |  |  |  |  |  |  |  |  |  |  |  |  |  |  |
|  | 14. François Paul Levasseur            |  |  |  |  |  |  |  |  |  |  |  |  |  |  |  |
|  |                                        |  |  |  |  |  |  |  |  |  |  |  |  |  |  |  |
|  |                                        |  |  |  |  |  |  |  |  |  |  |  |  |  |  |  |
|  | 29.                                    |  |  |  |  |  |  |  |  |  |  |  |  |  |  |  |
|  |                                        |  |  |  |  |  |  |  |  |  |  |  |  |  |  |  |
|  |                                        |  |  |  |  |  |  |  |  |  |  |  |  |  |  |  |
|  | 7. Jeanne Levasseur (1720-1784)        |  |  |  |  |  |  |  |  |  |  |  |  |  |  |  |
|  |                                        |  |  |  |  |  |  |  |  |  |  |  |  |  |  |  |
|  |                                        |  |  |  |  |  |  |  |  |  |  |  |  |  |  |  |
|  | 30.                                    |  |  |  |  |  |  |  |  |  |  |  |  |  |  |  |
|  |                                        |  |  |  |  |  |  |  |  |  |  |  |  |  |  |  |
|  |                                        |  |  |  |  |  |  |  |  |  |  |  |  |  |  |  |
|  | 15. Marie Angélique Masiere            |  |  |  |  |  |  |  |  |  |  |  |  |  |  |  |
|  |                                        |  |  |  |  |  |  |  |  |  |  |  |  |  |  |  |
|  |                                        |  |  |  |  |  |  |  |  |  |  |  |  |  |  |  |
|  | 31.                                    |  |  |  |  |  |  |  |  |  |  |  |  |  |  |  |
|  |                                        |  |  |  |  |  |  |  |  |  |  |  |  |  |  |  |
|  |                                        |  |  |  |  |  |  |  |  |  |  |  |  |  |  |  |